# Roervlo

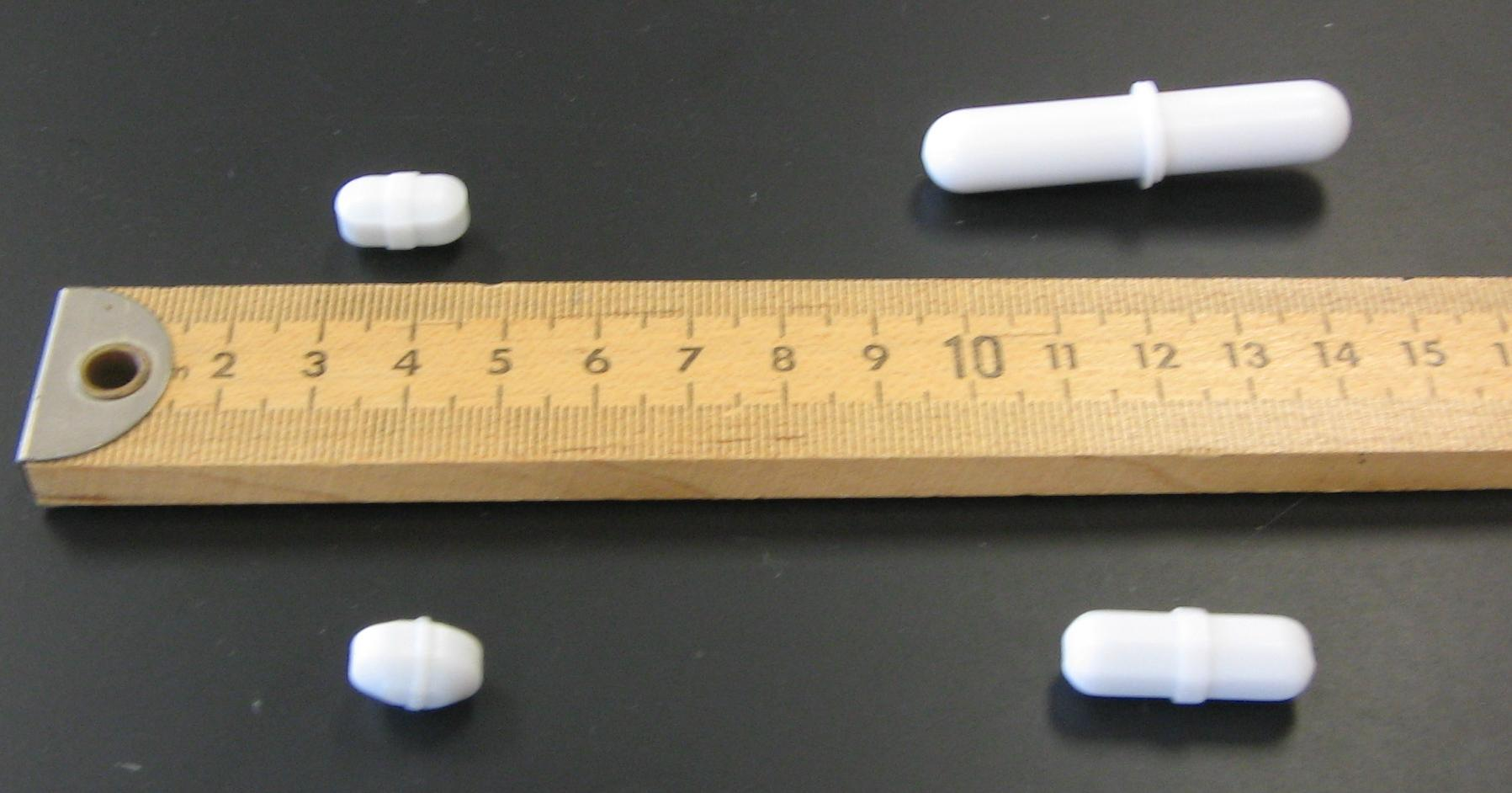
Enkele roervlooien.

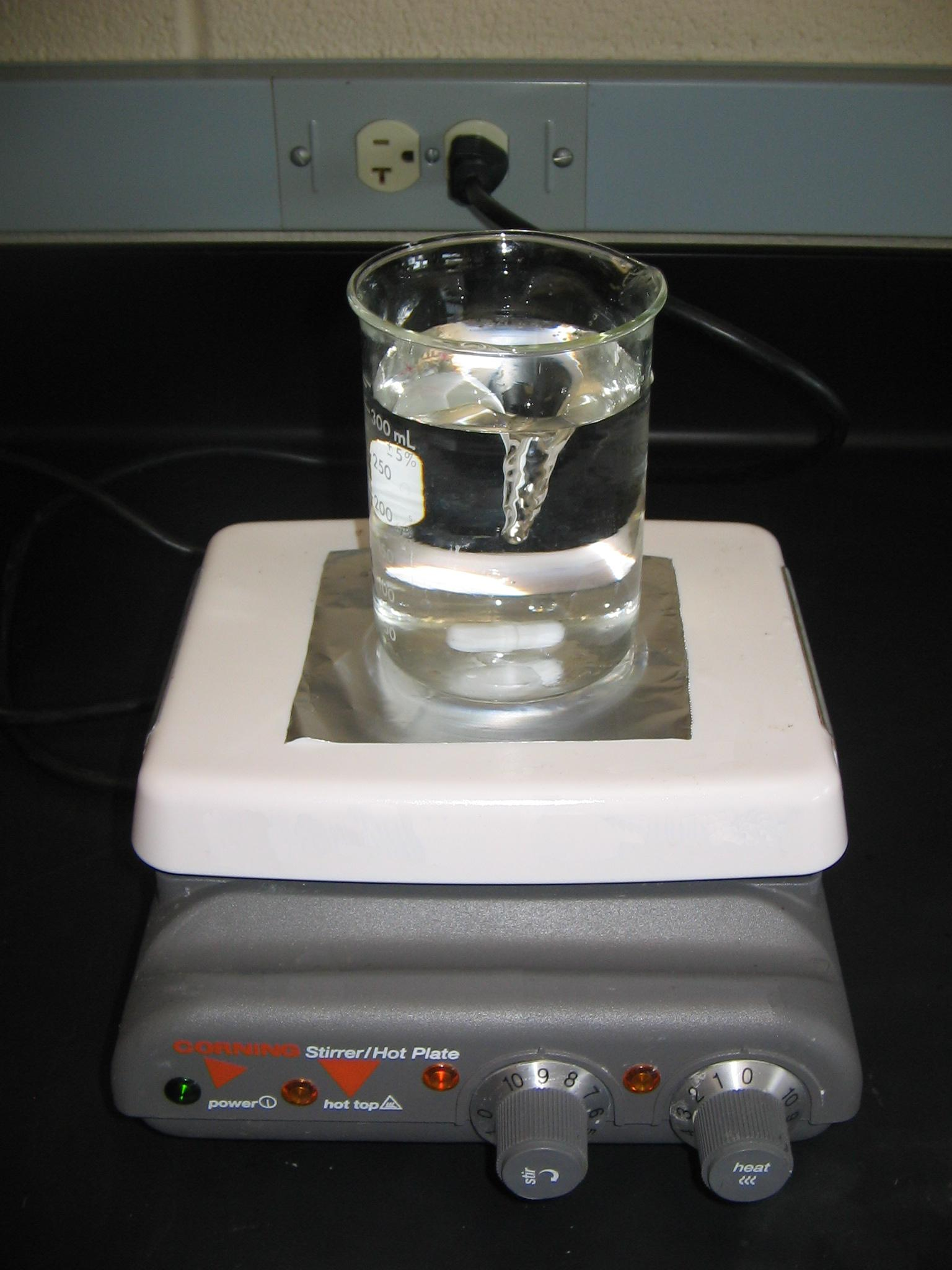
Een roervlo in beweging in een maatbeker op een magneetroerder.

Een roervlo, roerstaafje of roerboon is een met teflon omgeven paramagnetisch staafje dat, voortbewogen door een extern magneetveld, zorgt voor het mengen van de vloeistof waarin het zich bevindt. 
Een ander gebruik van de roervlo is als vervanging voor kooksteentjes: aan de achterzijde van de ronddraaiende roervlo is de druk iets lager dan in de rest van de vloeistof. Hierdoor kunnen dampbellen makkelijker ontstaan en wordt kookvertraging voorkomen. Het gebruik van de roervlo heeft een aantal voordelen: 
- Het oppervlak is teflon, hetgeen eenvoudig kan worden schoongemaakt.
- Een onderbreking van de destillatie om welke reden ook inactiveert de werking als kooksteentje niet.
- Ook in vacuümdestillaties is de roervlo als kooksteentje toepasbaar, in tegenstelling tot gewone kooksteentjes.

Er bestaan ook speciale vormen. Zo hebben sommige een uitstekende centrale dwarsring om wrijvingsweerstand te verminderen. Sommige zijn bijna bolvormig of eirond, afhankelijk van het recipiënt en de toepassing.
Sommige laboratoria hebben een magneet in een siliconenbuis om roermagneten terug uit de vloeistof te vissen; dit wordt een roervlovanger genoemd.
De roerplaat die de magneet aandrijft, wordt meestal gecombineerd met een verwarmingselement.